# Rockenberg
Rockenberg ist eine Gemeinde im südhessischen Wetteraukreis.

## Geografie

### Geografische Lage
Rockenberg liegt im nordwestlichen Teil des Wetteraukreises in Mittelhessen. Durch das Gemeindegebiet fließt der im Vogelsberg entspringende Fluss Wetter. Rockenberg liegt etwa fünf Kilometer von der Bundesautobahn 5 und ca. acht Kilometer von der Bundesautobahn 45 entfernt. Rockenberg zählt zum nördlichen Rand des Rhein-Main-Gebiets. Nach Gießen sind es 25 km, nach Marburg 35 km und nach Frankfurt 40 km. Der nächste Bahnhof mit Personenverkehr befindet sich in Butzbach.

### Nachbargemeinden
Rockenberg grenzt im Norden an die Stadt Münzenberg, im Osten an die Gemeinde Wölfersheim, im Süden an die Stadt Bad Nauheim und die Gemeinde Ober-Mörlen sowie im Westen an die Stadt Butzbach.

### Gemeindegliederung
Die Gemeinde besteht aus den Ortsteilen Oppershofen und Rockenberg. Die Gemeindeverwaltung befindet sich im Ortsteil Rockenberg.

## Geschichte

### Frühgeschichte
Die Römer gaben um 260 n. Chr. den Limes auf und zogen sich hinter den Rhein zurück. Aus dem 4./5. Jahrhundert wurde im Jahr 2022 ein großes Gräberfeld der germanischen Siedler (vermutlich Alamannen) im Süden Rockenbergs ausgegraben, das 334 Brandbestattungen und 71 Körperbestattungen umfasst. Damit handelt es sich um den mit Abstand größten Gräberfund der Antike in Hessen. Neben vielen Kindergräbern traten auch Waffengräber zutage. Grabbeigaben wie Schalen und Gefäße deuten auch nach dem Abzug der Römer auf Handelsbeziehungen mit den Germanen. Nach der Restaurierung durch das Landesamt für Denkmalpflege Hessen ist eine Ausstellung der Funde in maximal fünf Jahren vorgesehen.

### Mittelalter
Rockenberg wurde erstmals 1191 als Roggenberch urkundlich erwähnt.
Von der Ritterfamilie, die sich nach Rockenberg benannte, kommen folgende namentlich in Urkunden vor: Henricus de Rocgenberc, 1229. 1237. Johannes de Rochenburg 1324–1326. Herr Johann von Rockenberg, der Vater des Ritters Wernher von Rockenberg, 1329. 1334.
Die umfriedete Burg war Zentrum des Ortes. Errichtet wurde sie von Johannes von Bellersheim um das Jahr 1317. Nachdem im 15. Jahrhundert das Dorf befestigt wurde, erweiterte man auch die Burg Rockenberg. Bis zum 17. Jahrhundert wechselten immer wieder die Besitzer, die Burg diente bis dahin als Wohnsitz. In der Folge wurden dort Ställe und Lager eingerichtet. Rockenberg war im Mittelalter in wechselndem Besitz. So gehörte es bis 1255 zur Herrschaft Münzenberg, danach zu Falkenstein, Eppstein und 1535 den Grafen von Stolberg-Königstein. Ab 1581 gehörte Rockenberg samt Kloster Marienschloss zum Besitz des Kurbistums Mainz im Heiligen Römischen Reich Deutscher Nation.

### Neuzeit
Erst die Herrschaft Napoleons in Deutschland änderte die Verhältnisse grundlegend. Nach dem Reichsdeputationshauptschluss von 1803 wurde das Marienkloster säkularisiert und die Nonnen mussten es verlassen. Nach der Auflösung des Hl. Römischen Reichs Deutscher Nation 1806 wurde Rockenberg dem Großherzogtum Hessen-Darmstadt zugesprochen. Die Burg wechselte in den Besitz des Freiherrn von Wiesenhütten, der die Anlage als Gutshof bis 1915 bewirtschaftete.
1811 wurde aus dem ehemaligen Kloster Marienschloss ein Gefängnis.
Der Anschluss Rockenbergs an die Main-Weser-Bahn wurde 1847 durch Widerstand der Grundstückseigner verhindert.
Ab ca. 1870 entstanden auf dem Gelände von Rockenberg Quarzitsteinbrüche verschiedener Firmen und die um 1854 gegründete Zigarrenfabrik wurde in eine Kofferfabrik umgewandelt.
Ab 1906 fand der Bau der Butzbach-Licher-Eisenbahn statt. Seit 1913 besitzt Rockenberg elektrisches Licht.
Über die Inhaftierung verschiedener Persönlichkeiten in der JVA wird auch in Rockenberg das Regime des Dritten Reichs sichtbar. So saß ab 1933 bis 1938 der Landtagsabgeordnete der KPD Wilhelm Hammann dort ein. Prominentester Insasse war der Gewerkschafter und Sozialdemokrat Wilhelm Leuschner im Jahr 1933. Ein weiterer Häftling war 1944 Jean Jülich (Widerstandsgruppe Edelweisspiraten).
Beim Angriff eines alliierten Tieffliegers am 27. März 1945 wurden zwei Gebäude total, zwei teilweise zerstört. Es gab sechs Todesopfer.
Am 29. März 1945 rückten amerikanische Streitkräfte in Rockenberg ein.
Im Zuge der Gebietsreform in Hessen erfolgte nach einvernehmlichen Beschlüssen zum 31. Dezember 1971 die Eingliederung der Nachbargemeinde Oppershofen. Ortsbezirke nach der Hessischen Gemeindeordnung wurden nicht errichtet.

### Verwaltungsgeschichte im Überblick
Die folgende Liste zeigt die Staaten und Verwaltungseinheiten, denen Rockenberg angehört(e):
- vor 1803: Heiliges Römisches Reich, Kurmainz, Oberamt Höchst und Königstein, Amt und Kellerei Vilbel und Rockenberg, Amtsvogtei Rockenberg
- ab 1803: Heiliges Römisches Reich, Landgrafschaft Hessen-Darmstadt,[Anm. 2] Oberfürstentum Hessen, Amt Rockenberg[10]
- ab 1806: Großherzogtum Hessen,[Anm. 3] Fürstentum Oberhessen, Amt Rockenberg
- ab 1820: Großherzogtum Hessen, Provinz Oberhessen, Amt Butzbach
- ab 1821: Großherzogtum Hessen, Provinz Oberhessen,  Landratsbezirk Butzbach[Anm. 4]
- ab 1829: Großherzogtum Hessen, Provinz Oberhessen, Verlegung und Umbenennung in Landratsbezirk Friedberg
- ab 1832: Großherzogtum Hessen, Provinz Oberhessen, Kreis Friedberg
- ab 1848: Großherzogtum Hessen, Regierungsbezirk Friedberg
- ab 1852: Großherzogtum Hessen, Provinz Oberhessen, Kreis Friedberg
- ab 1867: Norddeutscher Bund,[Anm. 5] Großherzogtum Hessen, Provinz Oberhessen, Kreis Friedberg
- ab 1871: Deutsches Reich, Großherzogtum Hessen, Provinz Oberhessen, Kreis Friedberg
- ab 1918: Deutsches Reich (Weimarer Republik), Volksstaat Hessen, Provinz Oberhessen, Kreis Friedberg
- ab 1938: Deutsches Reich, Volksstaat Hessen, Landkreis Friedberg[11][Anm. 6]
- ab 1945: Amerikanische Besatzungszone,[Anm. 7] Groß-Hessen, Regierungsbezirk Darmstadt, Landkreis Friedberg
- ab 1946: Amerikanische Besatzungszone, Hessen, Regierungsbezirk Darmstadt, Landkreis Friedberg
- ab 1949: Bundesrepublik Deutschland, Hessen, Regierungsbezirk Darmstadt, Landkreis Friedberg
- ab 1972: Bundesrepublik Deutschland, Hessen, Regierungsbezirk Darmstadt, Wetteraukreis

## Bevölkerung

### Einwohnerstruktur 2011
Nach den Erhebungen des Zensus 2011 lebten am Stichtag dem 9. Mai 2011 in Rockenberg 4270 Einwohner.
Nach dem Lebensalter waren 716 Einwohner unter 18 Jahren, 1919 zwischen 18 und 49, 869 zwischen 50 und 64 und 797 Einwohner waren älter.
Unter den Einwohnern waren 149 (3,5 %) Ausländer, von denen 44 aus dem EU-Ausland, 76 aus anderen europäischen Ländern und 31 aus anderen Staaten kamen. Bis zum Jahr 2020 erhöhte sich die Ausländerquote auf 6,9 %.
Die Einwohner lebten in 1751 Haushalten. Davon waren 470 Singlehaushalte, 485 Paare ohne Kinder und 628 Paare mit Kindern, sowie 150 Alleinerziehende und 23 Wohngemeinschaften. In 303 Haushalten lebten ausschließlich Senioren und in 1222 Haushaltungen lebten keine Senioren.

### Einwohnerentwicklung
| Rockenberg: Einwohnerzahlen von 1834 bis 2020 | Rockenberg: Einwohnerzahlen von 1834 bis 2020 | Rockenberg: Einwohnerzahlen von 1834 bis 2020 | Rockenberg: Einwohnerzahlen von 1834 bis 2020 | Rockenberg: Einwohnerzahlen von 1834 bis 2020 |
| --- | --------------------------------------------- | --------------------------------------------- | --------------------------------------------- | --------------------------------------------- |
| Jahr |                                               |                                               |                                               | Einwohner                                     |
| 1834 | 1834                                          |                                               | 1.107                                         | 1.107                                         |
| 1840 | 1840                                          |                                               | 899                                           | 899                                           |
| 1846 | 1846                                          |                                               | 1.306                                         | 1.306                                         |
| 1852 | 1852                                          |                                               | 1.491                                         | 1.491                                         |
| 1858 | 1858                                          |                                               | 1.497                                         | 1.497                                         |
| 1864 | 1864                                          |                                               | 1.369                                         | 1.369                                         |
| 1871 | 1871                                          |                                               | 1.212                                         | 1.212                                         |
| 1875 | 1875                                          |                                               | 1.231                                         | 1.231                                         |
| 1885 | 1885                                          |                                               | 1.255                                         | 1.255                                         |
| 1895 | 1895                                          |                                               | 1.106                                         | 1.106                                         |
| 1905 | 1905                                          |                                               | 1.132                                         | 1.132                                         |
| 1910 | 1910                                          |                                               | 1.364                                         | 1.364                                         |
| 1925 | 1925                                          |                                               | 1.531                                         | 1.531                                         |
| 1939 | 1939                                          |                                               | 1.557                                         | 1.557                                         |
| 1946 | 1946                                          |                                               | 2.327                                         | 2.327                                         |
| 1950 | 1950                                          |                                               | 2.370                                         | 2.370                                         |
| 1956 | 1956                                          |                                               | 2.402                                         | 2.402                                         |
| 1961 | 1961                                          |                                               | 2.365                                         | 2.365                                         |
| 1967 | 1967                                          |                                               | 2.312                                         | 2.312                                         |
| 1970 | 1970                                          |                                               | 2.498                                         | 2.498                                         |
| 1980 | 1980                                          |                                               | ?                                             | ?                                             |
| 1990 | 1990                                          |                                               | ?                                             | ?                                             |
| 2000 | 2000                                          |                                               | ?                                             | ?                                             |
| 2010 | 2010                                          |                                               | 4.096                                         | 4.096                                         |
| 2011 | 2011                                          |                                               | 4.270                                         | 4.270                                         |
| 2015 | 2015                                          |                                               | 4.361                                         | 4.361                                         |
| 2020 | 2020                                          |                                               | 4.323                                         | 4.323                                         |
| Datenquelle: Historisches Gemeindeverzeichnis für Hessen: Die Bevölkerung der Gemeinden 1834 bis 1967. Wiesbaden: Hessisches Statistisches Landesamt, 1968. Weitere Quellen: LAGIS; Statistische Berichte; Zensus 2011 Nach 1970 einschließlich der im Zuge der Gebietsreform in Hessen eingegliederten Orte. |                                               |                                               |                                               |                                               |

### Historische Religionszugehörigkeit
| • 1961: | 557 evangelische (= 23,55 %) und 1787 (= 75,56 %) katholische Einwohner                       |
| • 1987: | 799 evangelische (= 21,66 %), 2700 katholische (= 73,19 %), 190 sonstige (= 5,15 %) Einwohner |
| • 2011: | 1069 evangelische (= 25,0 %), 2239 katholische (= 52,4 %), 965 sonstige (= 22,6 %) Einwohner  |

## Politik

### Gemeindevertretung
Die Kommunalwahl am 14. März 2021 lieferte folgendes vorläufiges Ergebnis, in Vergleich gesetzt zu früheren Kommunalwahlen:
| Sitzverteilung in der Gemeindevertretung 2021Insgesamt 23 Sitze - SPD: 3 - Grüne: 5 - Dorfpartei: 6 - CDU: 9 | Parteien und Wählergemeinschaften | Parteien und Wählergemeinschaften           | 2021  | 2021  | 2016  | 2016  | 2011  | 2011  | 2006  | 2006  | 2001  | 2001  |
| Sitzverteilung in der Gemeindevertretung 2021Insgesamt 23 Sitze - SPD: 3 - Grüne: 5 - Dorfpartei: 6 - CDU: 9 | Parteien und Wählergemeinschaften | Parteien und Wählergemeinschaften           | %     | Sitze | %     | Sitze | %     | Sitze | %     | Sitze | %     | Sitze |
| Sitzverteilung in der Gemeindevertretung 2021Insgesamt 23 Sitze - SPD: 3 - Grüne: 5 - Dorfpartei: 6 - CDU: 9 | CDU                               | Christlich Demokratische Union Deutschlands | 38,9  | 9     | 41,6  | 10    | 42,5  | 10    | 47,8  | 11    | 49,0  | 11    |
| Sitzverteilung in der Gemeindevertretung 2021Insgesamt 23 Sitze - SPD: 3 - Grüne: 5 - Dorfpartei: 6 - CDU: 9 | DP                                | Dorfpartei                                  | 28,4  | 6     | 29,4  | 7     | 24,7  | 6     | 13,4  | 3     | 7,5   | 2     |
| Sitzverteilung in der Gemeindevertretung 2021Insgesamt 23 Sitze - SPD: 3 - Grüne: 5 - Dorfpartei: 6 - CDU: 9 | Grüne                             | Bündnis 90/Die Grünen                       | 20,1  | 5     | 10,4  | 2     | 14,5  | 3     | 7,2   | 2     | —     | —     |
| Sitzverteilung in der Gemeindevertretung 2021Insgesamt 23 Sitze - SPD: 3 - Grüne: 5 - Dorfpartei: 6 - CDU: 9 | SPD                               | Sozialdemokratische Partei Deutschlands     | 12,6  | 3     | 18,5  | 4     | 18,3  | 4     | 21,9  | 5     | 27,5  | 6     |
| Sitzverteilung in der Gemeindevertretung 2021Insgesamt 23 Sitze - SPD: 3 - Grüne: 5 - Dorfpartei: 6 - CDU: 9 | UWG                               | Unabhängige Wählergemeinschaft              | —     | —     | —     | —     | —     | —     | 9,7   | 2     | 15,9  | 4     |
| Sitzverteilung in der Gemeindevertretung 2021Insgesamt 23 Sitze - SPD: 3 - Grüne: 5 - Dorfpartei: 6 - CDU: 9 | Gesamt                            | Gesamt                                      | 100,0 | 23    | 100,0 | 23    | 100,0 | 23    | 100,0 | 23    | 100,0 | 23    |
| Sitzverteilung in der Gemeindevertretung 2021Insgesamt 23 Sitze - SPD: 3 - Grüne: 5 - Dorfpartei: 6 - CDU: 9 | Wahlbeteiligung in %              | Wahlbeteiligung in %                        | 63,8  | 63,8  | 57,7  | 57,7  | 58,9  | 58,9  | 57,2  | 57,2  | 49,9  | 49,9  |

Vorsitzender der Gemeindevertretung: Bardo Raab (CDU)

### Bürgermeister
Nach der hessischen Kommunalverfassung wird der Bürgermeister für eine sechsjährige Amtszeit gewählt, seit dem Jahr 1993 in einer Direktwahl, und ist Vorsitzender des Gemeindevorstands, dem in der Gemeinde Rockenberg neben dem Bürgermeister ehrenamtlich ein Erster Beigeordneter und vier weitere Beigeordnete angehören. Bürgermeisterin ist seit dem 1. März 2022 Olga Schneider (DP). Sie wurde als Nachfolgerin von Manfred Wetz, der nach drei Amtszeiten nicht wieder kandidiert hatte, am 26. September 2021 im ersten Wahlgang bei 80,07 Prozent Wahlbeteiligung mit 53,62 Prozent der Stimmen gewählt.
Amtszeiten der Bürgermeister
- 2021–2028 Olga Schneider (DP)[25]
- 2004–2022 Manfred Wetz[26]
- 1990–2003 Patrick Bingel (SPD)
- 1984–1990 Karl Maria Weckler (CDU)
- 1958–1984 Josef Weckler (CDU)
- 1945–1958 Heinrich Weckler III (CDU)
- 1938–1945 Reinhold Preuß
- 1919–1938 Peter Landvogt
- 1902–1919 Anton Wettner
- 1884–1901 Karl Wolf
- 1878–1884 Johann Georg Landvogt
- 1864–1878 Georg Krämer
- 1849–1864 Adam Wettner
- 1842–1849 Philipp Streb
- 1822–1842 Anton Dietz

| Jahr | Wahlbeteili- gung in % | Kandidaten         | Partei             | Stimmen in % |
| ---- | ---------------------- | ------------------ | ------------------ | ------------ |
| 2021 | 80,07                  | Olga Schneider     | DP                 | 53,62        |
| 2021 | 80,07                  | Johannes Weil      | CDU                | 37,86        |
| 2021 | 80,07                  | John Schuh         |                    | 08,52        |
| 2015 | 65,2                   | Manfred Wetz       |                    | 77,0         |
| 2015 | 65,2                   | Ralf Koch          | CDU                | 15,4         |
| 2015 | 65,2                   | Alexander Gnau     |                    | 07,6         |
| 2009 | 80,7                   | Manfred Wetz       |                    | 89,4         |
| 2004 | 69,2                   | Manfred Wetz       |                    | 50,4         |
| 2004 | 69,2                   | Karl Maria Weckler | CDU                | 49,6         |
| 2001 | 61,0                   | Patrick Bingel     | SPD                | 73,7         |
| 1995 | 75,7                   | Patrick Bingel     | SPD, UWG FDP, GLUK | 68,1         |
| 1995 | 75,7                   | Albert Langsdorf   | CDU                | 31,9         |

Schultheiße:
- 1654–1684: Johann Heinrich Streb
- 1684–1710: Hans Kaspar Windhäuser
- 1711–1737: Johann Enders Heinstadt
- 1737–1755: Johann Heinrich Jakobi
- 1755–1781: Jakob Weckler
- 1782–1793: Johann Jakob Dietz
- 1794–1821: Franz Dietz
- 1821–1822: Philipp Dietz

## Kultur und Sehenswürdigkeiten

### Geologie/Umwelt

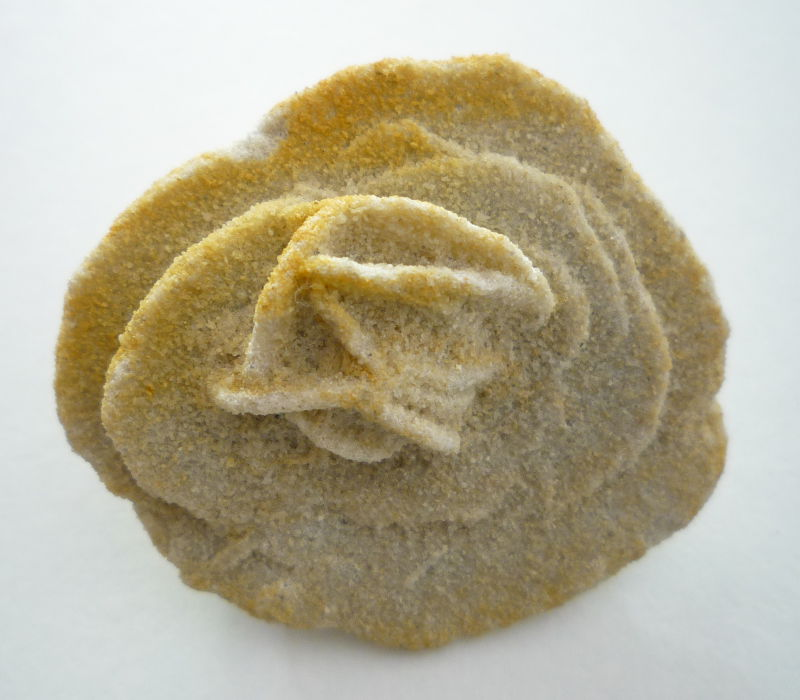
Rockenberger Sandrose

Rockenberg besitzt am nördlichen Ortsrand eine Sandgrube. Die Grube ist ein bedeutender Fundort für Sandrosen, die durch Baryt statt Gips gebildet sind. Ein Teilbereich, die „Hölle von Rockenberg“ ist seit 1993 Naturschutzgebiet. Seit 1999 ist der Gewässerbereich Schutzgebiet für die Europäische Sumpfschildkröte. Das Projekt wird vom Frankfurter Zoo sowie von ehrenamtlichen Biologen betreut.
Weitere Schutzgebiete sind die „Klosterwiesen“ in Rockenberg und der „Wingertsberg“ im OT Oppershofen.

### Bauwerke
- Marienschloss, ein ehemaliges Kloster der Zisterzienserinnen, welches heute als Justizvollzugsanstalt für Jugendliche fungiert. Es wurde vermutlich als Nachfolgeinstitut einer Klause errichtet und erhielt seine Umwandlung in ein Nonnenkloster 1337/38 mit Stiftungsurkunde von 1338 durch Ritter Johann von Bellersheim gen. von Rockenberg und seiner Gemahlin Gertrud, genannt Gezele von Düdelsheim.[29] Die Marienkirche Rockenberg mit vollständig erhaltener Innenausstattung wurde 1749 fertiggestellt.
- Burg Rockenberg; Wohnturm um 1317 errichtet
- Kurmainzisches Kellereigebäude, 1719 an den Burgkomplex angebaut
- Schweizer Haus, um 1870 erbaut. Denkmalgeschütztes Wohnhaus in der Burganlage.
- Altes Rathaus Oppershofen, erbaut 1725–29
- Gustav-Adolf-Kirche, Evangelische Kirche, erbaut 1908
- Katholische Kirche St. Gallus in Rockenberg von 1754 mit einem mittelalterlichen Turm
- Wetterbrücke in Oppershofen
- Alter Bahnhof, der in Sommermonaten als Station der Museumszüge der Eisenbahnfreunde Wetterau auf der Butzbach-Licher Eisenbahn dient.

## Regelmäßige Veranstaltungen
- Christi Himmelfahrt: Frühlingsfest der Freiwilligen Feuerwehr Rockenberg
- 1. Wochenende im Oktober: Kirmes

### Infrastruktur
Landesstraßen führen nach Bad Nauheim, Münzenberg, Södel und Griedel. Die Butzbach-Licher Eisenbahn wird nur noch als Museumsbahn genutzt. Regelmäßige Busverbindungen gibt es nach Butzbach und Bad Nauheim. Rockenberg besitzt eine Grundschule (Sandrosenschule) mit Außenstelle in Oppershofen. In beiden Ortsteilen befinden sich Kindertagesstätten. Es gibt diverse Einrichtungen des Einzelhandels und es bestehen mehrere Praxen im Bereich der Gesundheitsfürsorge. Sowohl Rockenberg als auch der Ortsteil Oppershofen sind durch Neubaugebiete stark gewachsen.

### Wirtschaft
Die Wirtschaft ist geprägt von mittelständischen Betrieben. Die Landwirtschaft, einst wichtigster Wirtschaftsfaktor, spielt nur noch eine untergeordnete Rolle. Ein größerer Wirtschaftsfaktor ist die seit dem 19. Jahrhundert bestehende Justizvollzugsanstalt Rockenberg (JVA). Viele Bewohner pendeln regelmäßig in das Rhein-Main-Gebiet und nach Gießen.

## Söhne und Töchter der Gemeinde
- Bardo von Mainz (* um 980–1051), geboren im Ortsteil Oppershofen, Erzbischof von Mainz und Erzkanzler des Heiligen Römischen Reichs
- Franz Adam Landvogt (1889–1953), römisch-katholischer sozial-karitativer Pfarrer
- Heinrich Weckler (1894–1958), Landwirt und Politiker, Landtagsabgeordneter (Zentrum)
- Klaus Dietz (* 1956), Diplom-Agraringenieur und Politiker (CDU), Mitglied des Hessischen Landtags